# Hoàng Khê Thư Viện
Hoàng Khê Thư Viện (tiếng Trung: 磺溪書院; bính âm: Huángxī Shūyuàn) là một học viện cũ trước đây ở Đại Đỗ, Đài Trung, Đài Loan.

## Lịch sử
Học viện được xây dựng vào năm 1888. Nó đã bị đóng cửa trong suốt thời kỳ Đài Loan thuộc Nhật. Sau Nhật Bản bàn giao Đài Loan cho Trung Hoa Dân Quốc vào năm 1945, học viện đã bị bán và nhiều đồ vật bị đánh cắp.

## Kiến trúc
Học viện được xây dựng với lối kiến trúc cuối thời thời Nhà Thanh mang phong cách truyền thống Phúc Kiến. Mái nhà có 5 phần và 6 đuôi cong.

## Vận chuyển
Từ phía Đông Nam của Ga Đại Đỗ thuộc Đường sắt Đài Loan có thể đi bộ đến đây.